# 馬塞爾·德容
馬塞爾·德容（Marcel de Jong）是加拿大的一位退役足球運動員，在場上司職左後衛。

## 球會生涯
德容的球員生涯腳步遍佈歐洲如荷蘭、德意志；及北美如美利堅、其祖國加拿大。

## 國際賽生涯
2005年夏天，德容在荷蘭的世界青年錦標賽上代表U-20加拿大國家隊。 2007年9月26日，就在他的21歲生日之前，德容決定代表加拿大而非荷蘭，他認為他於加拿大隊將有更多出場機會。
他於2007年11月對南非的友賽，首次為加拿大上陣。德容於2009年7月10日以2–2賽和哥斯達黎加的賽事中射入代表加拿大的第一球。德容其後持續入選加拿大國家隊。

## 個人生活
2020年4月，加拿大職業足球員工會（PFA Canada）成立，德容當選工會第一任主席。同年8月，德容和另一名加拿大國腳戴安娜·马西森一同入選國際職業足球員協會球員議事會。